# Безбородов, Михаил Алексеевич
Михаил Алексеевич Безбородов (14 ноября 1898, Санкт-Петербург — 3 февраля 1983) — белорусский советский учёный в области физической химии и технологии стекла и силикатов. Академик АН БССР (1950, член-корреспондент с 1947), доктор технических наук (1938), профессор (1934).

## Биография
Учился в Петроградском политехническом институте. Окончил Петроградский технологический институт в 1923 году. В 1935-41 и 1945-61 профессор, заведующий кафедрой стекла и силикатов БНТУ, в 1950-60 заведующий лабораторией физикохимии и технологии силикатов Института общей и неорганической химии АН БССР.

## Научная деятельность
Научные работы по синтезу неорганического стекла, интенсификации процессов производства стекла, изучению зависимости свойств стекловидных систем от их химического состава и строения. Разработал метод датировки и определения локальной принадлежности древнего и средневекового стекла на основе его химического типа.

### Научные работы
Автор более 370 научных работ, в том числе 20 монографий.
- Очерки по истории русского стеклоделия. М.: Промстройиздат, 1952.
- Камни и свили в стекле. 3 изд. М.: Промстройиздат, 1953.
- Синтез и строение силикатных стекол. Мн.: Наука и техника, 1968.
- Химическая устойчивость силикатных стекол. Мн.: Наука и техника, 1972.
- Вязкость силикатных стекол. Мн.: Наука и техника, 1975.
- Стеклокристаллические материалы. Мн.: Наука и техника, 1982.

## Награды
Сталинская премия СССР 1951 г. за монографии «М. В. Ломоносов и его работа по химии и технологии силикатов» (М.; Л., 1948) и «Дмитрий Иванович Виноградов — создатель русского фарфора» (М.; Л., 1950).
Награждён орденами «Знак Почёта» (1945, 1948), медалями.